# バツベイシオネ
バツベイ シオネ（VATUVEI Sione、1983年3月14日 - ）は、トンガ出身の日本人ラグビー選手。元日本代表。

## プロフィール
- ポジションはナンバーエイト(No.8)。
- 日本代表キャップは8（2016年3月現在）。
- 7人制日本代表に選出されたこともある。
- ニックネームはカビリ[1]。
- 兄は元日本代表のルアタンギ侍バツベイ。
- トンガサムライXVスコッドに選ばれたことがある[2]。

## 略歴
7歳でラグビーを始めた。
ケルストンボーイズ高校、拓殖大学を経て、2008年、三洋電機（現・埼玉パナソニックワイルドナイツ）に加入し、6シーズンプレーした。
2011年、日本国籍を取得し、ラグビーワールドカップ2011の日本代表に選ばれる。
2014年、豊田自動織機シャトルズ（現・豊田自動織機シャトルズ愛知）に加入。
2018年、クボタスピアーズ（現・クボタスピアーズ船橋・東京ベイ）に加入。
2022年、クボタスピアーズ船橋・東京ベイを退団した。